# Kaiserstraße (Düsseldorf)
Die Kaiserstraße ist eine rund 600 m lange Innerortsstraße im Düsseldorfer Stadtteil Pempelfort, Stadtbezirk 1. Sie erstreckt sich vom Hofgärtnerhaus an der Jägerhofstraße im Süden bis zur Nordstraße im Norden. Entgegen der Gepflogenheit der Hausnummerierung in Düsseldorf von der Stadtmitte stadtauswärts zu nummerieren, ist die Kaiserstraße stadteinwärts nummeriert und beginnt somit an der Nordstraße bzw. Scheibenstraße.

## Geschichte

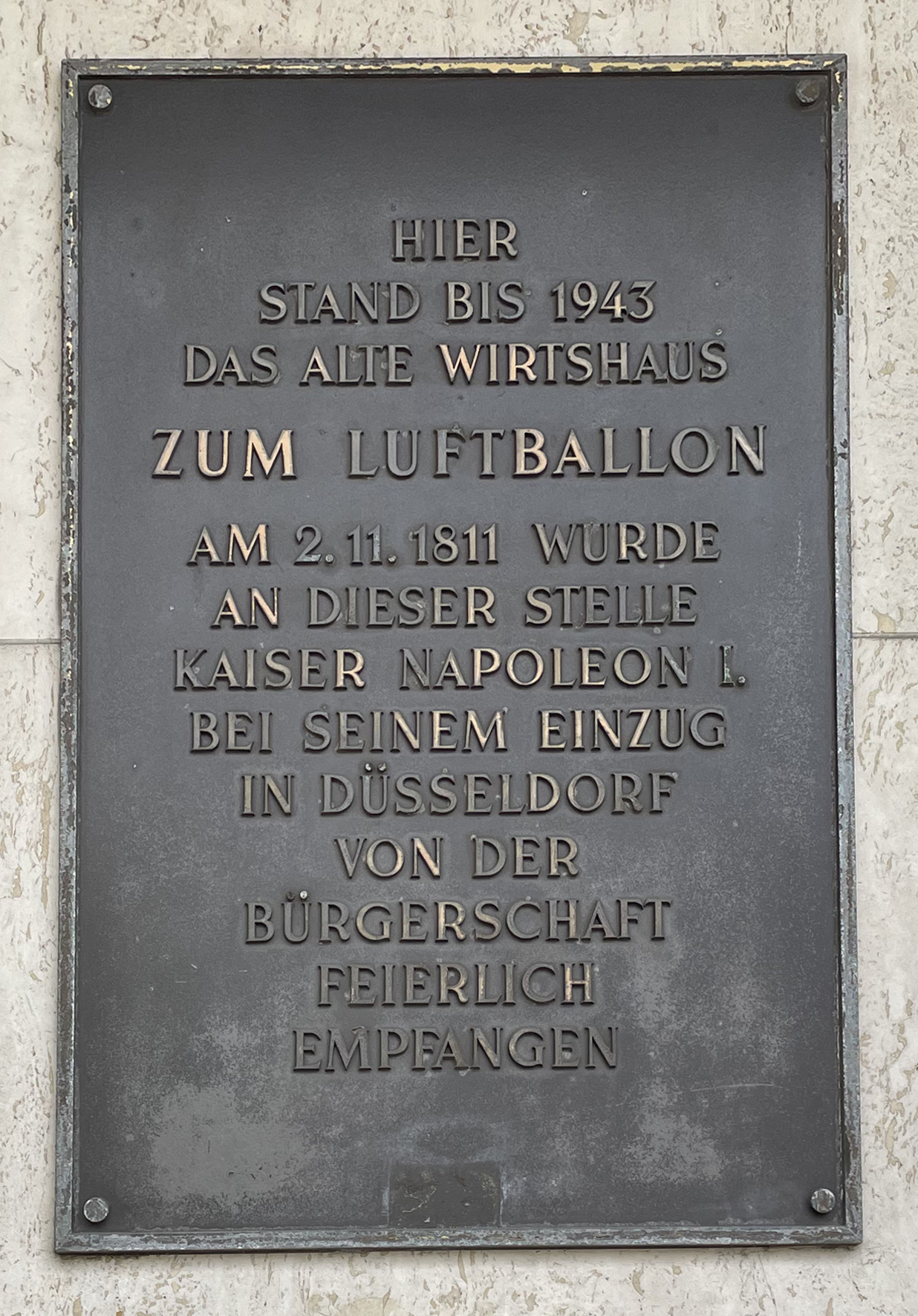
Gedenktafel am Haus „Zum Luftballon“, heute Fischerstraße 1, Düsseldorf

Ihren Namen – auf Französisch Rue de l’Empereur – erhielt die Straße nach dem Kaisertitel von Napoleon Bonaparte. Dieser war seit 1804 „Kaiser der Franzosen“, seit 1806 „Protektor des Rheinbundes“ und seit 1809 für den minderjährigen Großherzog Napoléon Louis Bonaparte, seinen Neffen, Regent des Großherzogtums Berg, als er am 2. November 1811 anlässlich eines Staatsbesuchs am Wirtshaus „Zum Luftballon“ von einem Empfangskomitee der bergischen Hauptstadt Düsseldorf unter Leitung ihres Maire Maximilian August von Scharfenstein genannt von Pfeil und von einer Ehrengarde mit militärischen Ehren empfangen wurde. Die Stelle des kaiserlichen Empfangs markiert heute das Nordende der Kaiserstraße an der Einmündung der Ratinger Chaussee, der heutigen Nordstraße.

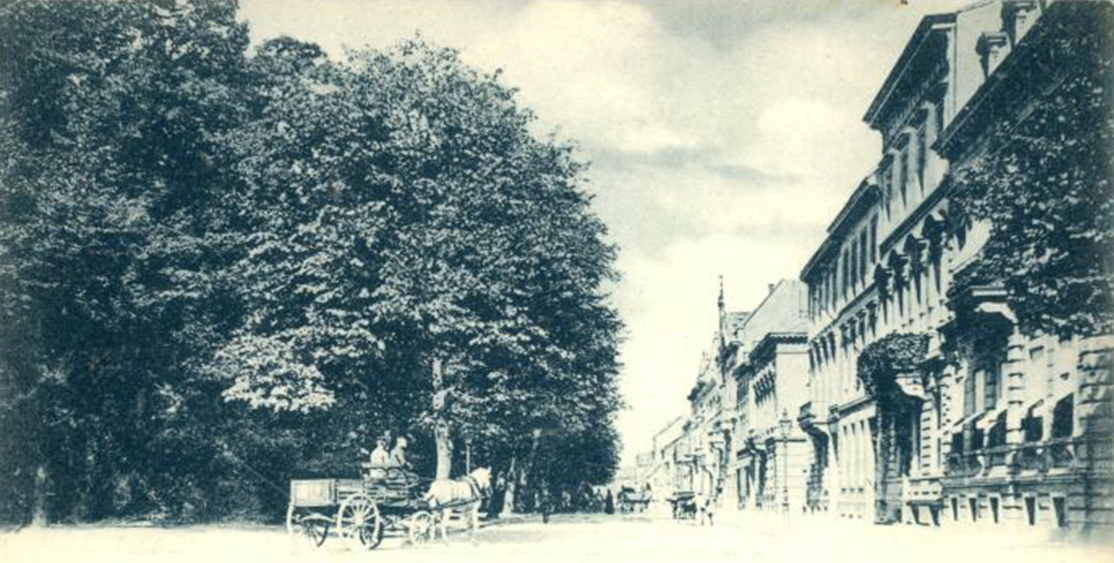
Blick nach Norden in die Kaiserstraße (südlicher, einseitig bebauter Straßenabschnitt am Hofgarten), um 1900

Bis zum Beginn des 19. Jahrhunderts war die heutige Kaiserstraße eine von Freiflächen und Gärten einer Feldmark umgebene Landstraße, die den Verkehr vom 1770 erbauten Hofgärtnerhaus nach Norden zur Ratinger Chaussee führte. In der ersten Hälfte des 19. Jahrhunderts entwickelte sich die Kaiserstraße neben der Inselstraße und der Jägerhofstraße zu einem bevorzugten Bauplatz für klassizistische Wohnhäuser des gehobenen Bürgertums und des Adels, nachdem der Hofgarten unter dem Gartenarchitekten Maximilian Friedrich Weyhe umgestaltet und beträchtlich nach Norden und Westen bis an den Rhein erweitert worden war. Ein weiterer Bebauungsschub setzte in der zweiten Hälfte des 19. Jahrhunderts ein. Grundlage für diese Entwicklung bildete der Stadterweiterungsplan von 1854, der im Winkel zwischen der Kaiserstraße und der Jägerhofstraße ein Fluchtliniennetz von Straßen für eine Blockbebauung mit städtischen Wohnhäusern schuf. Aus dieser Phase stammt das Herz-Jesu-Kloster, ein bis 2000 von Klarissen bewohntes Kloster mit einer neuromanischen Klosterkirche. Kloster und Kirche erbaute der Architektur-Autodidakt und Franziskanerbruder Paschalis Gratze zwischen 1861 und 1866. Durch die Nähe zum historistischen Neubau der Kunstakademie und zum Gesellschaftshaus des Künstlervereins Malkasten entwickelte sich dieser Bereich auch zu einem begehrten Wohnviertel von Malern der Düsseldorfer Schule. Ein Zeugnis des hohen Status der Kaiserstraße als großbürgerliche Wohnadresse stellte das palastartige Wohnhaus Kaiserstraße 48 dar, das sich Albert Poensgen, vormaliger Mitbesitzer der Düsseldorfer Röhren- und Eisenwalzwerke AG, 1904 von den renommierten Berliner Architekten Kayser & Großheim errichten ließ. Wo sich heute das Gebäude des „Finanzamt Düsseldorf-Altstadt“ befindet (erbaut Ende der 1950er Jahre), standen zwischen der Gartenstraße und der Jägerhofstraße noch Anfang des 20. Jahrhunderts die Häuser mit den Nr. 52, 53, 54 und 55, deren Besitzer der Regierungsrat Eduard Tigges, dessen Mutter Louise, die Witwe George Pastor und Witwe von Ernst Schiess, geborene Bodenstein, waren.
1939 wurde die Kaiserstraße nach dem Diplomaten Ernst Eduard vom Rath umbenannt. Dessen Tod hatte die NS-Propaganda im Vorjahr zum Anlass für die Novemberpogrome und ein Staatsbegräbnis am Düsseldorfer Nordfriedhof genommen. Im Zweiten Weltkrieg erlitt die Bebauung an der Kaiserstraße durch Luftangriffe schwere Schäden. Gleichwohl hatte die Bebauung auf alten Fluchtlinien noch bis in die 1960er Jahre Bestand, ehe sie auf der Westseite einer Straßenverbreiterung um 12,5 m weichen musste. Im Stil der Nachkriegsmoderne wurden ab den 1960er Jahren dort in gestaffelter Anordnung Wohnhochhäuser errichtet, die durch eine Ladenzone im Erdgeschoss und einen viergeschossigen, von der Straße zurückgesetzten Riegel miteinander verbunden sind. Auf der Ostseite der Straße wurde außer einem Wohnhochhaus eher der alte Maßstab und die hergebrachte Blockrandbebauung gewahrt. Ein Beispiel dieses Wiederaufbaus ist das Haus des Einzelhandelsverbandes, das 1952 nach Plänen des Architekten Helmut Hentrich erbaut wurde. Auf der Ostseite der Straße, im Wohn- und Geschäftshaus Kaiserstraße 22, etablierten die Kunsthändler Jean-Pierre Wilhelm und Manfred de la Motte 1957 ihre Galerie 22, die durch bedeutende Performances der Fluxus-Bewegung und durch Ausstellungen amerikanischer Pop Art in die Kunstgeschichte der jungen Bundesrepublik einging. Schräg gegenüber in der Kaiserstraße 31a nutzten die bildenden Künstler Konrad Lueg, Manfred Kuttner, Sigmar Polke und Gerhard Richter 1963 das Lokal einer ehemaligen Metzgerei, um die erste Ausstellung deutscher Pop Art, „Demonstrative Ausstellung“ genannt, zu verwirklichen.
Entgegen der Gepflogenheit der Hausnummerierung in Düsseldorf von der Stadtmitte stadtauswärts zu nummerieren, ist die Kaiserstraße stadteinwärts nummeriert und beginnt somit an der Nordstraße bzw. Scheibenstraße.
Auf die einsetzende Massenmotorisierung reagierte die autogerechte Stadt- und Verkehrsplanung Düsseldorfs in den 1950er und 1960er Jahren unter ihrem Leiter Friedrich Tamms mit dem Bau der Berliner Allee und mit dem Bau der Autohochstraße Tausendfüßler. Damit entwickelte sich die Kaiserstraße als nördliche Verlängerung dieser Nord-Süd-Achse des Stadtzentrums ebenfalls zu einer Magistrale des motorisierten Individualverkehrs. Dies war auch der Grund für ihre Verbreiterung und für den Abriss alter Bebauung auf der Westseite. Als Blickpunkt erhebt sich in südlicher Richtung seit 1960 das Dreischeibenhaus, ein Wahrzeichen des „Wirtschaftswunders“. In den 1970er und 1980er Jahren wurden in der Straße der Innenstadttunnel der Stammstrecke 1 der Stadtbahn Düsseldorf sowie der U-Bahnhof Nordstraße gebaut. Darin verlaufen die Linien U 78 und U 79. Oberirdisch verkehren noch Straßenbahnen, die an der Haltestelle Sternstraße halten.
Seit den 1990er Jahren etablierte sich die Kaiserstraße als Cluster für Brautmoden.